# Област Кацута
Област Кацута (јап. 勝田郡) Katsuta-gun се налази у префектури Окајама, Јапан.
По попису од 1. маја 2004. године, у области Кацута живело је 17.888 становника. Укупна површина је 123,63 км².

## Вароши и села
Област Кацута се састоји од следећих села:
- Наги
- Шо

## Историја
Пре 28. фебруара 2005. године област Кацута се састојала од:
- Кацута
- Наги
- Шобоку
- Шо

## Спајања
- 28. фебруара 2005. године, Шобоку напустила област Кацута и постала део града Цујама.
- 31. марта 2005. године, Кацута напустила област Кацута и постала део града Мимасака.